# Maues (indogrekisk monark)
Maues, död 60/57 f.Kr., var en indogrekisk monark. Han tillhörde Euthydemiddynastin, och var regerande monark av en indogrekisk monarki i Punjab mellan 98/85 f.Kr. och 60/57 f.Kr.